# Josep Gamot i Llúria

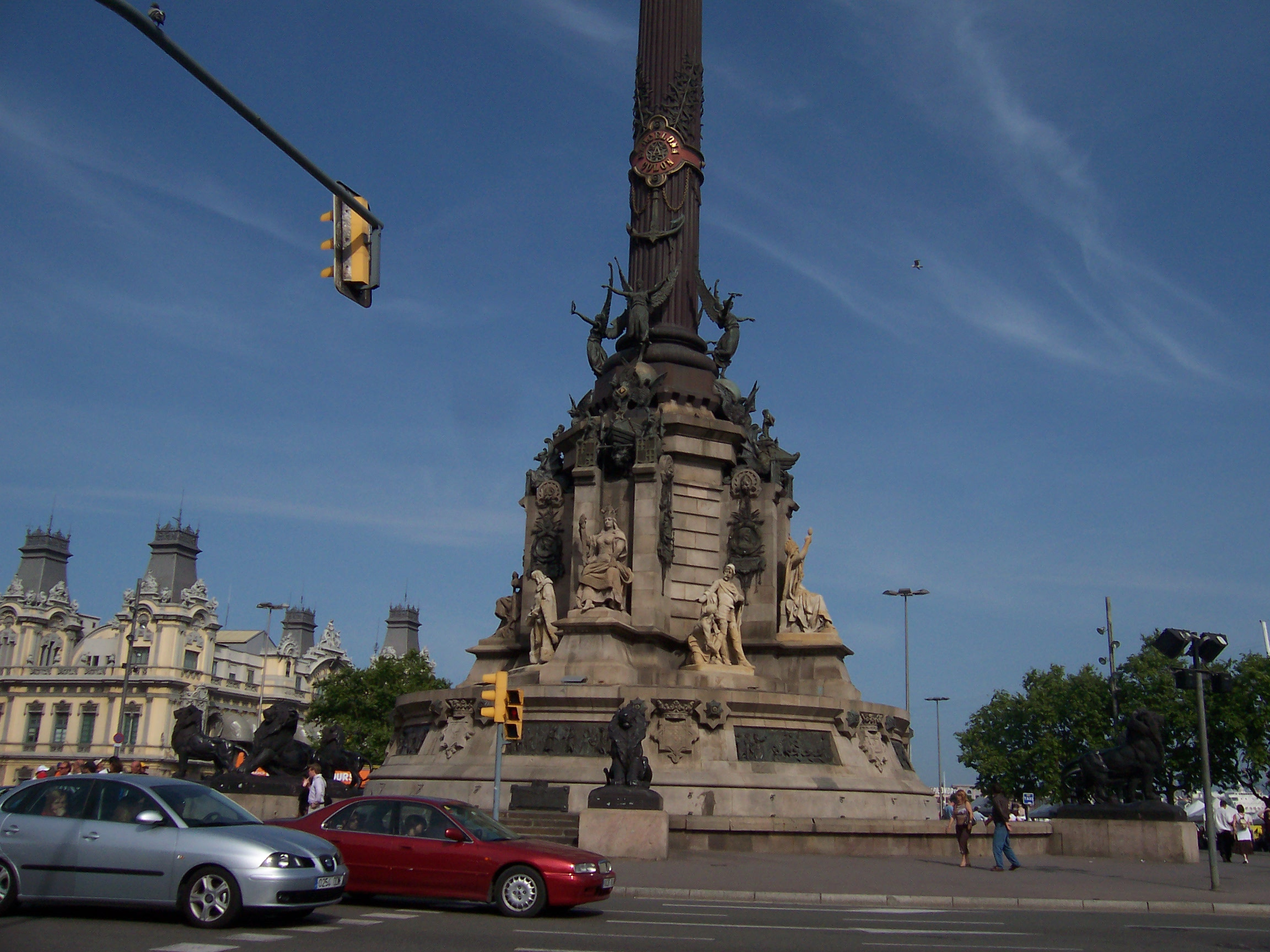
Monument a Colom (1888)

Josep Gamot i Llúria   (Barcelona, 20 de maig de 1855 - Barcelona, 20 de desembre de 1890) fou un escultor català.

## Biografia
Fill del ferrer Joan Gamot i Catà i de Josepa Llurià, tots dos nascuts a Barcelona. Va estudiar a l'Escola Llotja i fou deixeble de Rossend Nobas i Ballbé.
La part més nombrosa de la seva obra es compon de retrats i petites peces dirigides per al col·leccionisme. Realitzà també algunes peces de plata.
Va participar l'any 1876 a l'Exposició Nacional de Madrid amb l'obra Caín presa de remordiment.
Va col·laborar al monument a Cristòfor Colom de Barcelona, amb les escultures Aragó i Lluís de Santàngel (1888), i va realitzar Anfitrite (1881) i un grup de nens situats a la part alta de la Cascada del Parc de la Ciutadella.

## Obres
- Cap de dona
- Bust de Manola
- Gitano
- Gitana
- Un africà (1880)
- Circasiana (1881)
- Bust de Maja (1882)
- Moro en oració (1885), al Museu Nacional d'Art de Catalunya